# Peer Gynt (film fra 1915)
Peer Gynt er en amerikansk stumfilm fra 1915 af Oscar Apfel.

## Medvirkende
- Cyril Maude - Peer Gynt
- Myrtle Stedman - Solveig
- Fanny Stockbridge - Ase
- Mary Reubens - Anitra
- Mary Ruby - Ingrid